# Breitenfurt bei Wien
Breitenfurt bei Wien osztrák mezőváros Alsó-Ausztria Mödlingi járásában. 2022 januárjában 5935 lakosa volt. 

## Elhelyezkedése

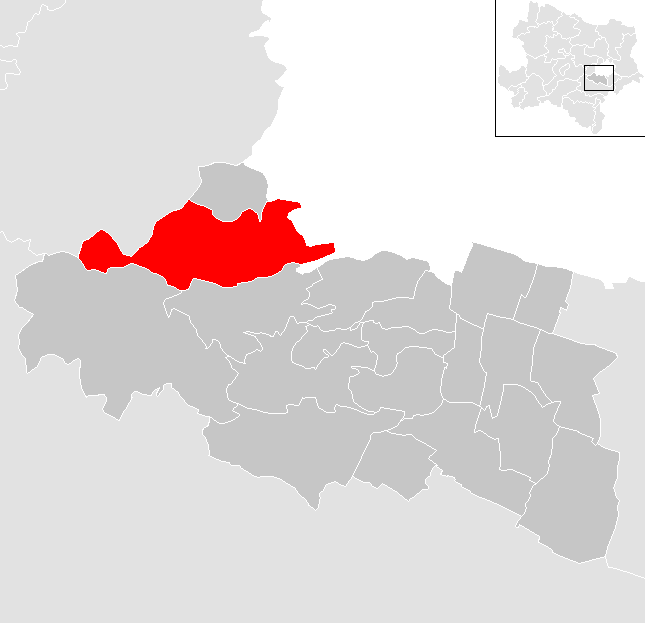
Breitenfurt bei Wien a Mödlingi járásban

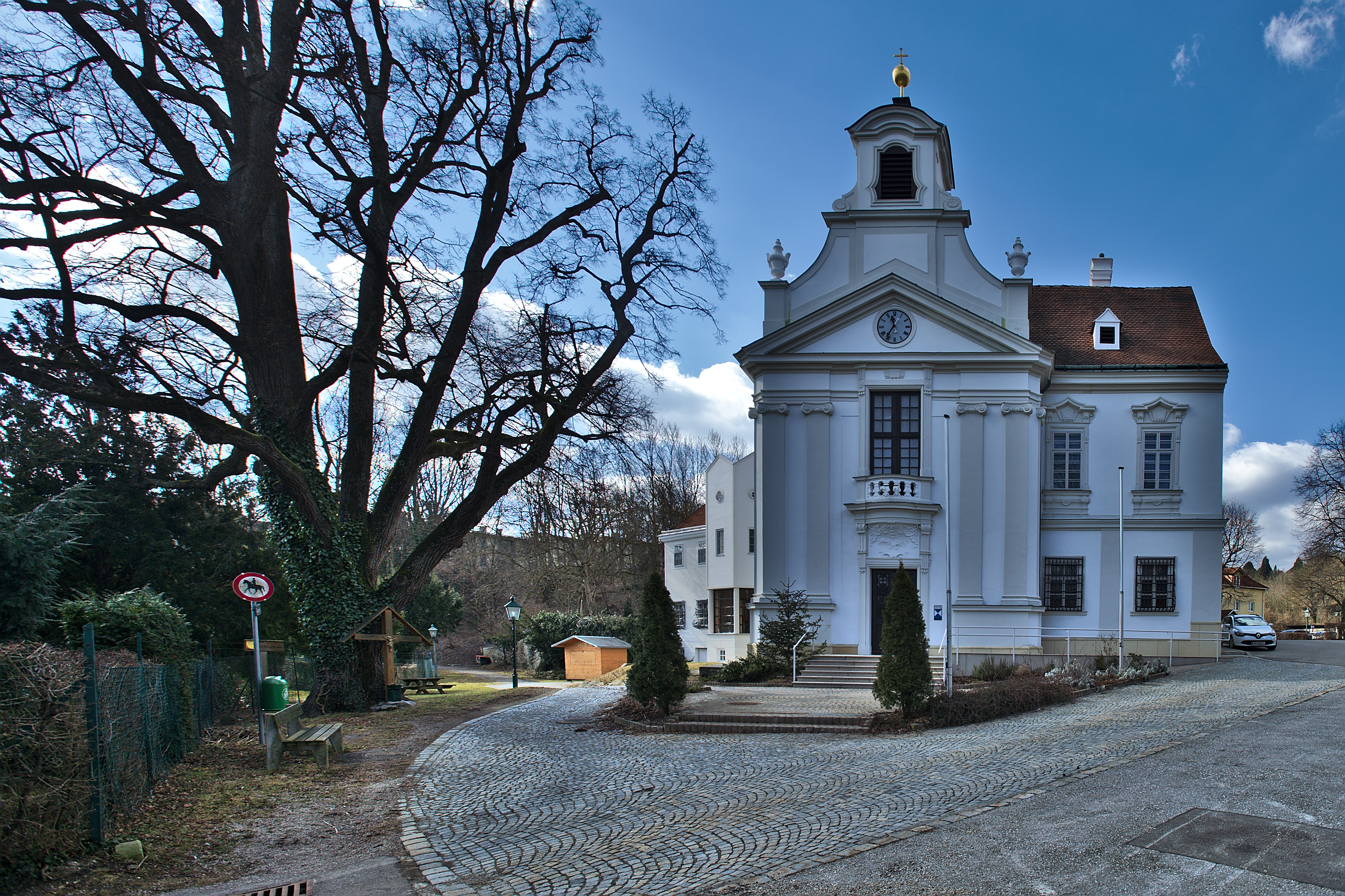
A Nepomuki Szt. János-plébániatemplom

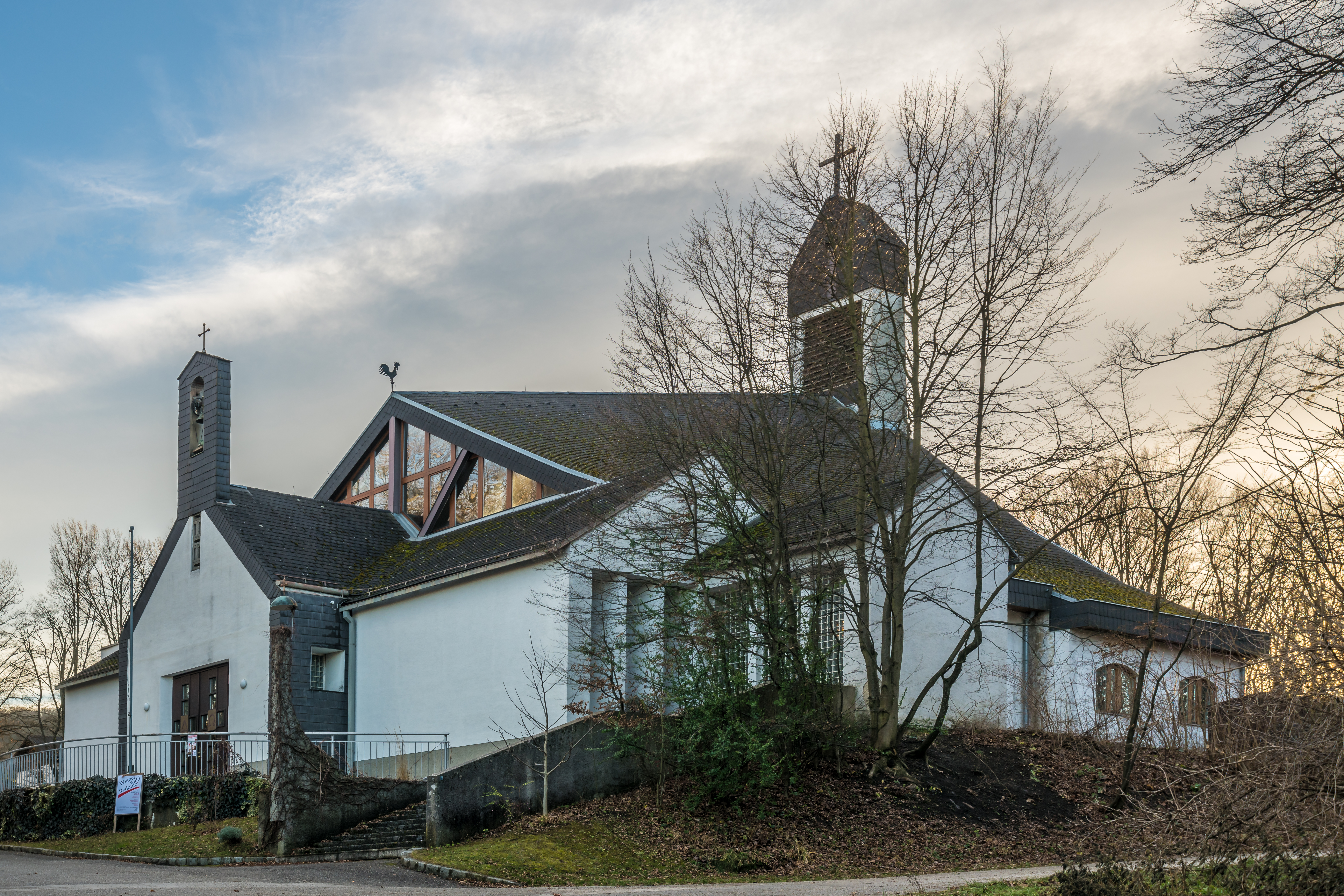
A Szt. Bonifác-plébániatemplom

Breitenfurt bei Wien a tartomány Industrieviertel régiójában fekszik, a Bécsi-erdőben, a Reichen Liesing folyó mentén, Bécstől közvetlenül délnyugatra. Területének 59%-a erdő, 25,9% áll mezőgazdasági művelés alatt. Az önkormányzat területén szétszórva fekvő kisebb településeket 2001-ben egyetlen településsé egyesítették, amelynek részei: Breitenfurt Ost, Breitenfurt West, Eigenheim, Gernbergstraße, Großhöniggraben, Hammerlwiese, Hirschentanz, Hochroterd, Kleiner Semmering, Königsbühel, Linker Graben, Ostende, Pölleritzerwiese, Rechter Graben és Sperrberg. 
A környező önkormányzatok: északkeletre Bécs Hietzing, keletre Liesing kerületei, délre Kaltenleutgeben, délnyugatra Wienerwald, északnyugatra Wolfsgraben, északra Laab im Walde.

## Története
Breitenfurtot viszonylag későn alapították, csak 1622-ben jelenik meg neve először településként az írott forrásokban, addig a ez elnevezést a régióra használták. Bécs 1683-as török ostromáig területén egy császári vadászkastély állt, amelynek romjai ma a mezőváros címerén láthatók. A törökök elűzése után salzburgi, bajor és stájer favágókat telepítettek a Bécsi-erdőbe, de még 1721-ben is csak 74 házat írtak össze. 1714-1732 között Gregor Wilhelm von Kirchner, a császári udvar egyik főtisztviselője barokk kastélyt építtetett Breitenfurtban, amelyet azonban 1796-ban szinte teljesen lebontottak, és amelyből ma már csak a plébániatemplom (az egykori kastélykápolna) maradt meg.
1850-ben Breitenfurt önálló községgé vált és megválasztották első polgármesterét. A század második felében a közeli Bécs polgárságának kedvelt kirándulóhelyévé vált. 1930-ban mezővárosi rangra emelték. Az 1938-as Anschlusst követően Breitenfurtot beolvasztották Nagy-Bécs 25. kerületébe. Önállóságát 1954-ben nyerte vissza. 

## Lakosság
A Breitenfurt bei Wien-i önkormányzat területén 2022 januárjában 5935 fő élt. A lakosságszám 1923 óta gyarapodó tendenciát mutat. 2020-ban az ittlakók 89,5%-a volt osztrák állampolgár; a külföldiek közül 3,4% a régi (2004 előtti), 4,4% az új EU-tagállamokból érkezett. 1,1% az egykori Jugoszlávia (Szlovénia és Horvátország nélkül) vagy Törökország, 1,6% egyéb országok polgára volt. 2001-ben a lakosok 65,7%-a római katolikusnak, 5,3% evangélikusnak, 1,1% mohamedánnak, 21,8% pedig felekezeten kívülinek vallotta magát. Ugyanekkor 16 magyar élt a mezővárosban; a legnagyobb nemzetiségi csoportot a németek (94,5%) mellett a szerbek alkották 0,8%-kal.
A népesség változása:

| 2016 | 5 868 |
| 2018 | 5 853 |

## Látnivalók
- a Nepomuki Szt. Jakab-plébániatemplom
- a Szt. Bonicác-plébániatemplom
- az Isteni Szeretet Lányainak kolostora

## Híres breitenfurtiak
- Georg Sigl (1811–1887) vállalkozó, gyártulajdonos
- Gerda Maurus (1903–1968), színésznő
- Franziska Weisz (1980-), színésznő

## Fordítás
- Ez a szócikk részben vagy egészben  a   Breitenfurt bei Wien című német Wikipédia-szócikk ezen változatának fordításán alapul.  Az eredeti cikk szerkesztőit annak laptörténete sorolja fel. Ez a jelzés csupán a megfogalmazás eredetét és a szerzői jogokat jelzi, nem szolgál a cikkben szereplő információk forrásmegjelöléseként.